# Mina Konstadt
Mina Konstadt, także Konsztadt lub Konsztat (ur. 1835, zm. 1914 w Łodzi) – łódzka filantropka. Córka włocławskiego kupca, Dawida Dobrzyńskiego oraz żona przedsiębiorcy Hermana Konstadta. 

## Działalność filantropijna

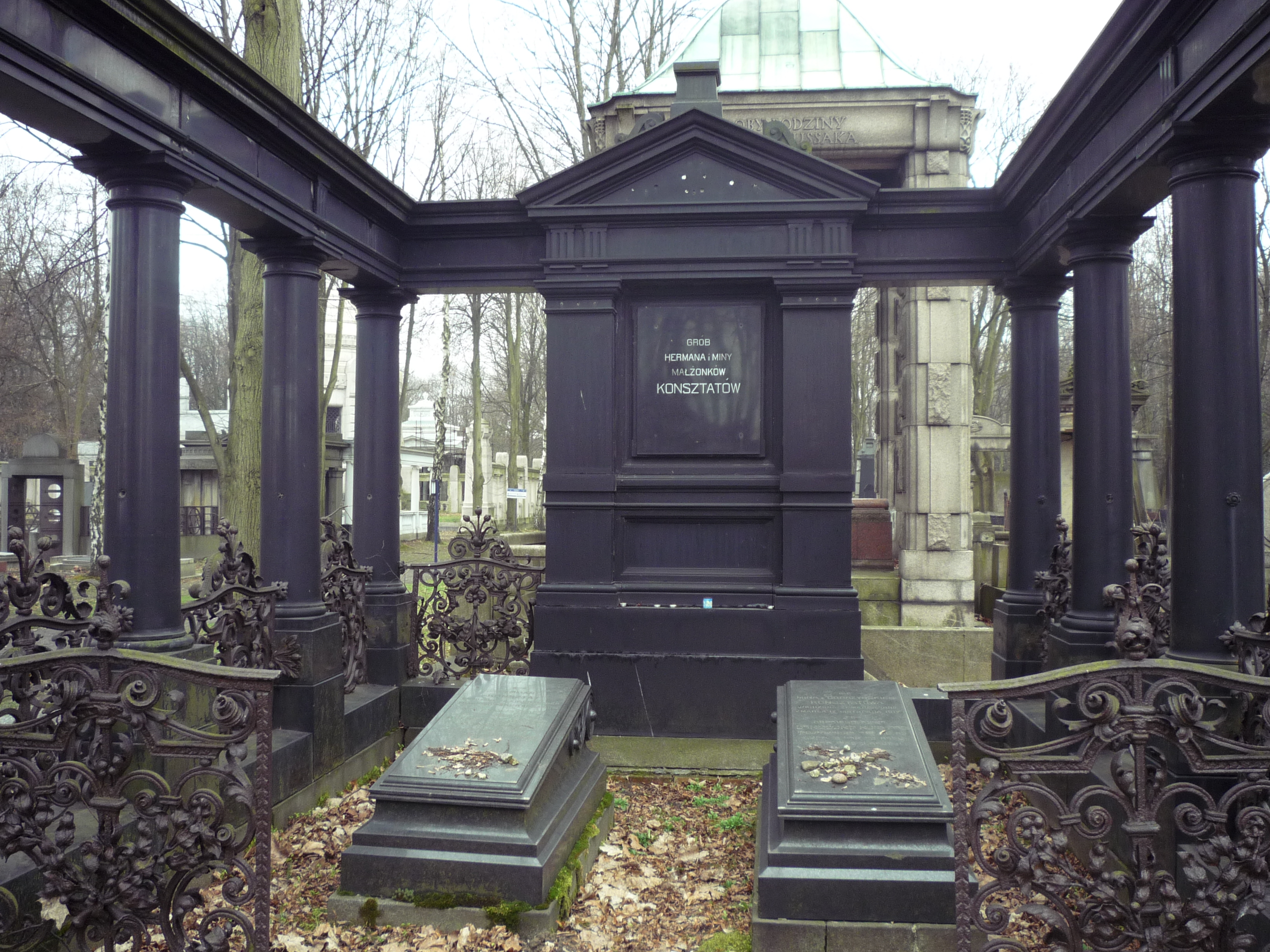
Grób Hermana i Miny Konstadtów

Razem z mężem angażowała się w działalność charytatywną na rzecz biednej części społeczności w Łodzi. Była m.in. prezesem fundacji Dom Ubogich w Łodzi działającej od 11 kwietnia 1893 roku, której głównym miejscem działalności był przytułek dla biednych, starców i kalek na ulicy Średniej 54 (dzisiaj ulica Pomorska 54). Po śmierci męża w 1895 roku, Mina została jedną z osób mających prawo głosu w zarządzie Fundacja im. Hermana i Miny małżonków Konstadtów (razem z Adolfem  Dobranickim, Jakubem Sachsem, Salomonem Landau, Jakubem Hirszbergiem i dr Edmundem Krakowskim), która powstała na podstawie sporządzonego przed śmiercią testamentu Hermana Konstadta. W dokumencie unieruchomił on swój majątek w taki sposób, by stał się on funduszem wieczystym, z którego tylko dochody, to jest procenty, mają być obracane na cele przez niego wskazane. Z funduszu została opłacona budowa m.in. Żydowskiej Męskiej Szkoły Powszechnej im. Hermana i Miny małżonków Konstadt na ulicy Zawadzkiej 42 (dzisiaj ulica Próchnika 42) czy żydowski szpital dla dzieci również na ulicy Zawadzkiej (dzisiaj szpital im. Biegańskiego).  
Mina Konstadt ufundowała pomnik nagrobny męża, który stał się pierwszym wybudowanym grobowcem rodzinnym na nowym cmentarzu żydowskim w Łodzi. W 1898 roku wybudowano również z inicjatywy żony zmarłego dom przedpogrzebowy, który do dziś nosi nazwę ofiarodawcy. Autorem projektu architektonicznego domu był  Adolf Zeligson.   
Mina Konstadt zmarła 1914 roku, została pochowana w rodzinnym grobowcu, obok swojego męża.